# Khu bảo tồn biển Hol Chan
Khu bảo tồn biển Hol Chan là một khu bảo tồn gần biển để Ambergris Caye và Caye Caulker, ngoài khơi bờ biển Belize. Nó bao gồm khoảng 18 km² (4.448 mẫu Anh) của các rạn san hô, thảm cỏ biển và rừng ngập mặn.